# 新井浩文
新井 浩文（あらい ひろふみ、1979年1月18日 - ）は、2019年まで活動していた日本の元俳優、元タレント。

## 経歴
1979年、青森県弘前市に生まれる。在日朝鮮人三世だったが、2005年に朝鮮籍から韓国籍に変更した。小学4年生の時から卓球を始め、高校時代は全国大会にも出場した。青森県立弘前実業高等学校卒業後の進路として日本映画学校への進学を希望していたが、遅刻が多かったので推薦できないと教師に言われたため断念した。
漠然と「有名になりたい」という思いで、19歳のときに上京。上町の屋台で荒戸源次郎と知り合い、大楠道代の付き人となる。
2001年、映画『GO』でデビュー。2002年、映画『青い春』で映画初主演（松田龍平とのW主演）で情緒障害高校生の青木を演じる。同作の演技で高崎映画祭最優秀新人男優賞を受賞した。2005年に映画『ゲルマニウムの夜』で単独初主演を果たす。同作で初の濡れ場を演じている。2011年、ロシア映画『ヤクザガール』で日本国外の映画に初出演した。全国上映する前に第3回したまちコメディ映画祭in台東で日本初公開。
2012年、NHKドラマ『開拓者たち』で開拓移民の男性を好演し、一般に認知される。同年、北野武監督映画の『アウトレイジ ビヨンド』に出演し、第22回東京スポーツ映画大賞男優賞受賞。2013年、THE SHAMPOO HATの『葛城事件』で舞台初出演。強面で目が鋭い風貌から、デビュー以来犯罪者や不良役を多く演じてきたが、一般層にも認知された2010年代半ばには刑事役、教師役、エンジニア役まで幅広く演じている。
『特捜警察ジャンポリス』2016年2月26日での放送では「週刊少年ジャンプ」のファンと言い、同放送回では『ブラッククローバー』の作者・田畠裕基にインタビューを行い、その後、『ブラッククローバー』では新井をモチーフにしたキャラクター・ライア（白夜の魔眼の三魔眼の一人）が登場している。なお、テレビアニメでは彼自身がライアの声優を務めている。このほかのジャンプ作品の実写化作品にも出演しており、同年映画『バクマン。』、2016年に『HK 変態仮面 アブノーマル・クライシス』（原作：『究極!!変態仮面』）、2017年に映画『銀魂』と『斉木楠雄のΨ難』に出演している。
2015年には、テレビドラマ『ど根性ガエル』にゴリライモ役で出演。劇中で歌った「ゴリラパンのうた」が反響を受け、視聴者プレゼントとしてシングルCD化された。

## 人物
Twitter（現・X）やインタビューなどでの一人称は「うち」。強面なイメージであるがトークは自然体で、かつ非常にファンサービスを大切にしており、SNS上でファンと気さくに交流し、ファンが地方での舞台あいさつを希望すると自ら映画会社に伝えたり、DVD購入者に新井自身が焼肉をおごる企画をするなどのエピソードがある。
趣味はパチンコ、麻雀などといったギャンブルが好きである。

## 不祥事
2019年2月1日、2018年7月1日に世田谷区三軒茶屋の自宅マンションにて、紙パンツ1枚の状態でオイルマッサージを受けていた際、施術していた派遣マッサージ店の女性従業員へ暴行を働いたとして、警視庁に強制性交の容疑で逮捕された。これを受けて、所属事務所のアノレは2月5日付で新井との契約を解除した。これにより新井は芸能界から事実上の追放となった。
2月21日、東京地方検察庁により強制性交罪で起訴される。25日、弁護人が東京地裁に保釈を請求。27日、東京地裁が保釈を認める決定をし、新井側は保釈保証金500万円を納付した。東京地検がこれに対し決定を不服として準抗告したものの、東京地裁が棄却し、改めて保釈を認める決定を行ったため、同日夜、勾留されていた警視庁本部から保釈された。

### 影響
新井は逮捕前までの出演作が130本近くあるなど多岐にわたり活躍していたことから逮捕の影響は広範囲におよびNHKは新井が出演していた『真田丸』『トットてれび』などの配信を停止。BSフジで不定期に放送されているレギュラー番組『美しき酒呑みたち』が2018年10月21日の放送を最後に事実上の打ち切り、WOWOWも『ヒトリシズカ』などで同様の措置をとった。また2019年6月に公開される予定だった映画『台風家族』について、配給元のキノフィルムズは公開延期を発表（のち、9月6日から26日まで、3週間限定で劇場公開）。同じく2019年公開予定だった映画『善悪の屑』については、配給元の日活が2月8日に公式サイト上で公開中止を正式に発表した。また、ゲスト出演していた2018年のテレビドラマ『今日から俺は!!』第9話では、やべきょうすけを代役として撮り直し、DVD版およびHulu配信版（2019年3月1日以降）において映像が差し替えられることが発表された。
テレビアニメ『ブラッククローバー』では新井自身がモデルのキャラクター・ライア役を演じていたが、第87話以降は森田成一に変更されている。
Netflix配信ドラマ『深夜食堂 −Tokyo Stories−』を2019年10月にMBS等で放送する際、新井がゲスト出演する話のみ未放映とした。

### 裁判
9月2日、東京地方裁判所で初公判が行われ、罪状認否に先立ち女性従業員への謝罪の言葉を述べた。起訴内容について新井は、性交行為自体があったことは認めており、その際に、①強制性交等罪の成立要件とされる「相手方の反抗を著しく困難にする程度の暴行」はなかった（この程度を満たす「暴行」が事実認定されなければ、刑事事件としては不可罰であり、新井の行為は民事上の不法行為責任の範囲で有責となる）、②相手方の合意があるものだと誤信していたため、犯罪の成立要件である「故意」はなかった、として2点を争点として争った。なお、この新井側の認否の報道で、性交の事実を公判廷では「合意があると誤信していた」と供述している事実について、これを誤報し、あたかも「同意があった」旨の供述を新井がしたかのように示唆する歪曲報道がマスコミ各社から報じられており、こうした印象操作による公正な裁判への実害を懸念して、担当の弁護士は、この報道の訂正を求めている。
10月23日の公判で検察側は懲役5年を求刑。新井は無罪を主張して結審した。
12月2日、東京地方裁判所は、求刑通り懲役5年の実刑判決を言い渡した。新井被告側は判決を不服として即日控訴し、保証金750万円で再保釈が認められた。
2020年10月12日、東京高等裁判所で控訴審初公判が開かれる。弁護側は、罪の成立を認めた一審判決には事実誤認があるとして、改めて無罪を主張。また、新井と被害女性との間で和解が成立したことを明らかにした。検察側は控訴棄却を求め、即日結審した。11月17日、判決公判が開かれ、懲役5年とした1審判決を破棄し懲役4年の実刑とする判決が言い渡された。検察、弁護側双方が期限の12月1日までに上告しなかったため、12月2日付で二審判決が確定した。
2024年7月下旬、すでに仮釈放されていることが報道された。

## 出演

### 映画
- GO（2001年10月20日、東映） - 元秀
- 青い春（2002年6月29日、ゼアリズエンタープライズ） - 主演・青木
- JUSTICE（2002年12月28日、アミューズピクチャーズ） - 板垣[注 2]
- さよなら、クロ（2003年7月5日、シネカノン） - 神戸孝二
- 赤目四十八瀧心中未遂（2003年9月25日、赤目製作所） - 犀
- ジョゼと虎と魚たち（2003年12月13日、アスミック・エースエンタテインメント） - 幸治
- 天国の本屋〜恋火（2004年6月5日、松竹） - サトシ
- ラブドガン（2004年6月19日、リトルモア） - 種田太志
- 69 sixty nine（2004年7月10日、東映）
- 血と骨（2004年11月6日、松竹） - 金正雄
- 隣人13号（2005年4月2日、メディア・スーツ） - 赤井トール
- ゲルマニウムの夜（2005年12月17日、荒戸映画事務所） - 主演・朧
- ゆれる（2006年7月8日、シネカノン） - 岡島洋平
- 松ヶ根乱射事件（2007年2月24日、ビターズ・エンド） - 主演・鈴木光太郎 役
- 山のあなた〜徳市の恋〜（2008年5月24日、東宝）
- ぐるりのこと。（2008年6月7日、ビターズ・エンド） - 大間真治
- R246 STORY 「224466」（2008年8月23日、ゴー・シネマ） - 荒川くん[注 3]
- ララピポ（2009年2月7日、日活）
- リセット 第5話（2009年2月12日、読売テレビ） - 　たける 役
- 劒岳 点の記（2009年6月20日、東映） - 牛山明
- 蟹工船（2009年7月4日、東映） - 塩田（漁夫）
- クヒオ大佐（2009年10月10日、ショウゲート） - 永野達也
- ヴィヨンの妻 〜桜桃とタンポポ〜（2009年10月10日、東宝）
- 蘇りの血（2009年12月19日、ファントム・フィルム） - シュマ
- BOX 袴田事件 命とは（2010年5月29日、スローラーナー） - 主演・袴田巌
- 告白（2010年6月5日、東宝）
- ケンタとジュンとカヨちゃんの国（2010年6月12日、リトルモア） - 裕也
- 名前のない女たち（2010年9月4日、ゼアリズエンタープライズ） - 裕也
- 漫才ギャング（2011年3月19日、角川映画） - 城川
- これでいいのだ!!映画★赤塚不二夫（2011年4月30日、東映） - 森みのる
- 皆既日食の午後に（2011年[注 4]）
- モテキ（2011年9月23日、東宝） - 島田雄一
- 一命（2011年10月15日、松竹） - 松崎隼人
- ヤクザガール 二代目は10歳（2011年10月22日、ロシア・ドイツ合作） - リキ 役
- ヒミズ（2012年1月14日、ギャガ） - シュウ
- セイジ -陸の魚-（2012年2月18日、ギャガ / キノフィルムズ） - カズオ
- LIAR GAME REBORN -再生-（2012年3月3日、東宝） - 桐生ノブテル
- 宇宙兄弟（2012年5月5日、東宝） - 溝口大和
- ヘルタースケルター（2012年7月14日、アスミック・エース） - 沢鍋錦二
- 闇金ウシジマくん（2012年8月25日、SDP） - 肉蝮
- 莫逆家族-バクギャクファミーリア（2012年9月8日、東映） - 緒方透
- アウトレイジ ビヨンド（2012年10月6日、ワーナー・ブラザース / オフィス北野） - 小野
- 赤い季節（2012年10月13日、日活） - 主演・健
- その夜の侍（2012年11月17日、ファントム・フィルム） - 青木順一
- さよなら渓谷（2013年6月22日、ファントム・フィルム） - 藤本尚人
- 永遠の0（2013年12月21日、東宝） - 景浦介山
- ジャッジ!（2014年1月11日、松竹） - 青山
- 愛の渦（2014年3月1日、クロックワークス） - フリーター[52]
- 魔女の宅急便（2014年3月1日、東映） - ナヅル
- 春を背負って（2014年6月14日、東宝） - 中川聡史[53]
- 近キョリ恋愛（2014年10月11日、東宝映像事業部） - 明智数馬
- まほろ駅前狂騒曲（2014年10月18日、東京テアトル / リトルモア） - 飯島幸三[54]
- 百円の恋（2014年12月20日、SPOTTED PRODUCTIONS） - 狩野祐二[55]
- 寄生獣 完結編（2015年4月25日、東宝） - 浦上[56]
- 明烏（2015年5月16日、ショウゲート） - 山崎
- HERO （2015年7月18日、東宝）- 徳本健也
- バクマン。（2015年10月3日、東宝） - 平丸一也[57]
- さようなら（2015年11月21日） - 敏志[58]
- 俳優 亀岡拓次（2016年1月30日） - 山之上[59]
- 女が眠る時（2016年2月27日） - 石原[60]
- 星ガ丘ワンダーランド（2016年3月5日、ファントム・フィルム） - 清川哲人[61]
- HK 変態仮面 アブノーマル・クライシス（2016年5月14日、東映）[62]
- 葛城事件（2016年6月18日、ファントム・フィルム） - 葛城保[63]
- エミアビのはじまりとはじまり（2016年9月3日） - 黒沢[64]
- 銀魂（2017年7月14日、ワーナー・ブラザース映画） - 岡田似蔵[65]
- 奥田民生になりたいボーイと出会う男すべて狂わせるガール（2017年9月16日、東宝） - ヨシズミ[66]
- 斉木楠雄のΨ難（2017年10月21日、ソニー・ピクチャーズ） - 燃堂力[67][68]
- 犬猿（2018年2月10日、東京テアトル） - 金山卓司 役
- クソ野郎と美しき世界「光へ、航る」（2018年4月6日、キノフィルムズ）
- SUNNY 強い気持ち・強い愛（2018年8月31日、東宝） - 新井 役
- 泣き虫しょったんの奇跡（2018年9月7日、東京テアトル） - 清又 役[69]
- 散り椿（2018年9月28日、東宝） - 宇野十蔵 役[70]
- 台風家族（2019年9月6日、キノフィルムズ） - 鈴木京介 役[71]
- 善悪の屑（公開中止、日活） - 主演・鴨ノ目武 役

### テレビドラマ
- 太陽の季節（2002年7月7日 - 9月15日、TBS） - 小田切吉彦
- 少年たち3（2002年8月17日 - 9月9日、NHK） - 北川晃一
- きまずっ 「ピクニック」（2003年5月4日、フジテレビ）
- 新 夜逃げ屋本舗 第4話（2003年5月7日、日本テレビ） - 宇佐美裕介
- プライド 第10話 - 第11話（2004年3月15日 - 22日、フジテレビ） - 加賀美浩
- BUNNY-ジョゼと虎と魚たち another story-（2004年3月28日、関西テレビ） - 幸治
- クライマーズ・ハイ（2005年12月10日 - 12月17日、NHK） - 神沢夏彦
- ガリレオ 第6話（2007年11月19日、フジテレビ） - 坂木八郎
- 蒼井優×4つの嘘 カムフラージュ 第2章 「バライロノヒビ」（2008年2月20日 - 3月5日、WOWOW） - ワタル
- アベレイジ 「売り切れの憂鬱」（2008年3月28日、フジテレビ）
- ルパンの消息（2008年9月21日、WOWOW） - 竜見譲二郎
- アベレイジ2 「立ち食い蕎麦屋の女」「サプライズの憂鬱」（2008年10月10日、フジテレビ）
- 最後の戦犯（2008年12月7日、NHK名古屋） - 篠崎将一
- RESET リセット 第5話（2009年2月12日、読売テレビ） - たける
- 人間動物園（2009年7月19日、WOWOW） - 朝井梁次
- 不毛地帯 第1話（2009年10月15日、フジテレビ） - 堀敏夫
- 星新一ショートショート「運命」「古風な愛」（2008年6月23日 / 2010年1月2日、NHK）
- SOIL ソイル（2010年3月6日 - 4月24日、WOWOW） - 戸北肇
- 犯人（2010年3月25日、NHK BS2） - 主演・鶴田慶助
- 言霊の女たち。（2010年7月5日 - 26日配信、au LISMO Channel） - 真人 役
- モテキ（2010年7月16日 - 10月1日、テレビ東京） - 島田雄一
- 大切なことはすべて君が教えてくれた（2011年1月17日 - 3月28日、フジテレビ） - 柏木孝一
- 同期（2011年2月20日、WOWOW） - 蘇我和彦
- Friend-Ship Project ～君が教えてくれた夢～（2011年3月12日 - 4月1日、テレビ東京） - 上田浩和
- 探偵Xからの挑戦状! スペシャル版 「ゴーグル男の怪」（2011年8月5日、NHK） - 実相寺秀雄
- 君は空を見てるか（2011年12月25日、フジテレビ） - 井口亮介
- 開拓者たち（2012年1月1日 - 22日、NHK BSプレミアム） - 浅野速男
- キルトの家（2012年1月28日 - 2月4日、NHK） - 南大地
- 贖罪 最終話（2012年2月5日、WOWOW） - 守屋
- 鍵のかかった部屋 第5話（2012年5月14日、フジテレビ） - 杉崎俊二
- 魔境温泉〜秘湯をさがして〜（2012年6月16日、フジテレビTWO） - 主演・新井浩文
- 黒い十人の黒木瞳。 「黒い白衣の女」（2012年9月9日、NHK BSプレミアム）
- ゴーイング マイ ホーム（2012年10月9日 - 12月18日、関西テレビ） - 真田隼
- シークレット・ハネムーン（2012年10月19日、フジテレビTWO） - 主演[注 5]
- ヒトリシズカ 第2話（2012年10月28日、WOWOW） - 山岸潤哉
- 書店員ミチルの身の上話（2013年1月8日 - 3月12日、NHK） - 豊増一樹[73]
- まほろ駅前番外地 第5話（2013年2月8日、テレビ東京） - 北村周一
- ラジオ（2013年3月26日、NHK） - 宮城太郎[74]
- たべるダケ（2013年7月12日 - 9月27日、テレビ東京） - 柿野義孝
- ハクバノ王子サマ 純愛適齢期（2013年10月3日 - 12月26日、読売テレビ） - 江川伸生
- 全身編集長〜文豪から学ぶオトコの生き方〜（2013年11月27日、NHK BSプレミアム） - 主演・島地勝彦
- 信長協奏曲 第1話 - 第2話（2014年10月13日 - 20日、フジテレビ） - 斎藤義龍[75]
- 64（ロクヨン）（2015年4月 - 5月、NHK）
- アイムホーム（2015年4月 - 6月、テレビ朝日） - 黒木仁
- ど根性ガエル（2015年7月 - 9月、日本テレビ） - ゴリライモ
- 一番電車が走った（2015年8月10日、NHK） - 安永正一
- 下町ロケット（2015年10月 - 12月、TBS） - 富山敬治
- 赤めだか（2015年12月28日、TBS） - 立川ダンボール[76]
- インディゴの恋人（2016年1月、NHK BSプレミアム） - 原田健二
- 真田丸（2016年、NHK） - 加藤清正
- 毒島ゆり子のせきらら日記（2016年4月 - 6月、TBS） - 小津翔太[77]
- トットてれび（2016年4月 - 6月、NHK総合） - 永六輔
- キッドナップ・ツアー（2016年8月2日、NHK総合） - 神林[78]
- 拝啓、民泊様。（2016年10月 - 11月、MBS・TBS） - 主演・山下寛太[79]
- 就活家族〜きっと、うまくいく〜（2017年1月 - 3月、テレビ朝日） - 国原耕太[80]
- フランケンシュタインの恋（2017年4月 - 6月、日本テレビ） - 天草純平
- NHKスペシャル「ドラマ 龍馬 最後の30日」（2017年11月19日、NHK総合） - 主演・坂本龍馬[81]
- NHKスペシャル「龍馬の遺言」（2017年12月29日、NHK BSプレミアム） - 坂本龍馬
- イノセント・デイズ（2018年3月 - 4月、WOWOW） - 丹下翔 役[82]
- モンテ・クリスト伯 -華麗なる復讐-（2018年4月 - 6月、フジテレビ） - 神楽清 役[83]
- フェイクニュース あるいはどこか遠くの戦争の話（2018年10月20日・27日、NHK総合） - 宇佐美寛治
- このマンガがすごい! 「新井浩文と山本浩司の『行け! 稲中卓球部』」（2018年12月1日・12月15日、テレビ東京） - 本人役、前野
- 今日から俺は!! 第9話（2018年12月9日、日本テレビ） - 八百屋の店員

### テレビアニメ
- ブラッククローバー（2018年6月 - 2019年、テレビ東京） - ライア 役（初代）[84]

### 舞台
- 葛城事件（2013年4月17日 - 30日、下北沢ザ・スズナリ） - 葛城稔
- 鳥の名前（2017年7月22日 - 8月13日、下北沢ザ・スズナリ）[85]

### WEBドラマ
- プリズン・オフィサー 第2話（2015年2月1日、BeeTV） - 天童和史[86]
- 深夜食堂 第32話（2016年、Netflix） - 森脇ハジメ

### ラジオドラマ
- FMシアター　迷走ランナー（2003年3月1日、NHK-FM） - 豊[87]
- 青春アドベンチャー　レヴォリューションNo.3（2003年3月31日 - 4月11日、NHK-FM） - 朴舜臣[88]

### 情報番組
- 美しき酒呑みたち（2012年10月28日 - 2018年10月21日、BSフジ） - ナビゲーター
- ノンフィクションW 遥かなる北極点 孤高の冒険家 日本初の偉業に挑む（2014年7月4日・11日、WOWOW） - ナレーション
- シリーズ 瀬戸内宝石箱（2018年1月、NHK総合） - 語り
  - 第1回「うみの色 しまの色」（2018年1月5日）
  - 第2回「芸予諸島 四季の色」（2018年1月12日）
  - 第3回「肱川あらし 〜神秘の色彩のストーリー～」（2018年2月2日）

### CM
- 大和ハウス工業（2006年10月 - ）
- リクルート リクナビNEXT（2007年3月 - ）
  - 「階段」編（テレビCM）[89]
  - 「桜井先輩」編（ラジオCM）[90]
- キリンビバレッジ FIRE（2008年9月 - ） - ナレーション
- サントリー ウーロン茶（2010年4月 - ） - ナレーション
- JR東日本 「MY FIRST AOMORI」（2010年10月 - ） - 東北新幹線開業前の新青森駅に配属となった三浦（三浦春馬）を、駅長がいる新幹線ホームへ案内する先輩駅員[91]
- NTTdocomo
  - walk with you（2011年8月 - ）
  - 20周年（2012年7月 - ） - ナレーション
- 小野薬品工業 企業（2012年4月 - ） - ナレーション
- HONDA 企業（2012年4月 - ） - ナレーション
- 明治 ミルクチョコレート（2012年12月 - ）
- ライフカード V-プリカ（2013年2月 - ）
- サムザップ 戦国炎舞 -KIZNA-（2014年2月 - ）[92]
- 全国自治宝くじ事務協議会 ロト7（2014年4月 - 2018年） - 妻夫木聡・柳葉敏郎らと共演[93]
- ジョージア「エメラルドマウンテンブレンド」（2017年2月 - ）[94]
- 江崎グリコ チーザ（2017年4月 - ） - 平岩紙と共演[95]

### PV
- PLAYSTATION 3「PLAYSTATION 3 Presents 特別映像企画『いま、夏休みの大人たちへ PLAYSTATION3用ゲームソフト「ぼくの夏休み」（2008年8月）
- Dragon Ash 「繋がりSUNSET」（2008年12月3日）
- STOROBOY 「METROPOLIS」（2012年12月19日）[注 6]
- JUJU 「Distance」（2013年9月18日）
- Not yet 「世界の風を僕らは受けて」（2014年4月23日）[注 7][96]
- back number「reunion」
- ACIDMAN「愛を両手に」
- 斉藤和義「遺伝」

## 受賞歴
| 年     | 賞                         | 部門             | 作品                  | 結果       |
| ------ | -------------------------- | ---------------- | --------------------- | ---------- |
| 2003年 | 第17回高崎映画祭           | 最優秀新人男優賞 | 青い春                | 受賞       |
| 2012年 | 第22回東京スポーツ映画大賞 | 男優賞           | アウトレイジ ビヨンド | 受賞       |
| 2014年 | 第39回報知映画賞           | 助演男優賞       | 近キョリ恋愛          | ノミネート |
| 2015年 | 第40回報知映画賞           | 助演男優賞       | バクマン。、百円の恋  | ノミネート |
| 2015年 | 第39回日本アカデミー賞     | 優秀助演男優賞   | 百円の恋              | 受賞       |